# Озазіо
Озазіо (італ. Osasio, п'єм. Osas) — муніципалітет в Італії, у регіоні П'ємонт,  метрополійне місто Турин.
Озазіо розташоване на відстані близько 520 км на північний захід від Рима, 24 км на південь від Турина.

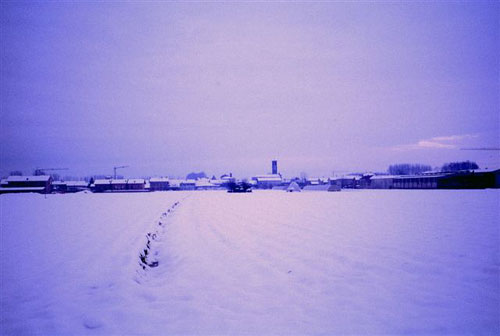

Населення — 939 осіб (2014).
Покровитель — Trinità.

## Демографія
Населення за роками:

Станом на 1 січня 2023 року в муніципалітеті офіційно проживало 40 іноземців з 7 країн, серед них 32 громадяни країн Євросоюзу та 4 громадяни України.

## Сусідні муніципалітети
- Кариньяно
- Кастаньоле-П'ємонте
- Ломбріаско
- Панкальєрі
- Вірле-П'ємонте